# Nanuet
Nanuet es un lugar designado por el censo (o aldea) ubicado en el condado de Rockland en el estado estadounidense de Nueva York. En el año 2000 tenía una población de 16,707 habitantes y una densidad poblacional de 1,189.3 personas por km². Nanuet se encuentra ubicada dentro del pueblo de Clarkstown. As well it's holds the maker of Nanuet se encuentra ubicada dentro del pueblo de Clarkstown. Nanuet se encuentra ubicada dentro del pueblo de Clarkstown.

## Geografía
Nanuet se encuentra ubicada en las coordenadas 41°5′43″N 74°0′56″O / 41.09528, -74.01556. Según la Oficina del Censo, la ciudad tiene un área total de 14,1 km² (5,4 mi²), de la cual 14,1 km² (5,4 mi²) es tierra y 0 km² (0 mi²) (0%) es agua.

## Demografía
Según la Oficina del Censo en 2000 los ingresos medios por hogar en la localidad eran de $71,178, y los ingresos medios por familia eran $81,205. Los hombres tenían unos ingresos medios de $50,713 frente a los $38,658 para las mujeres. La renta per cápita para la localidad era de $30,338. Alrededor del 5.2% de la población estaban por debajo del umbral de pobreza.